# Wiehenvenator
Wiehenvenator (лат.) — род огромных динозавров-теропод из поздней юры (160 млн лет назад) центральной Германии. До 2016 года был известен под неформальным названием Монстр из Миндена (нем. Das Monster von Minden). Обнаружен в ноябре 1999 года в Вестфалии, недалеко от Миндена. В составе голотипа имеются межчелюстная и заглазничная кости, верхняя и нижняя челюсти, зубы, гастралии, рёбра, подвздошная и малоберцовая кости. Ранее реконструировался и воспринимался, как аллозаврид, но сегодня его считают близким к торвозавру.

## Размеры
До сих пор о размерах динозавра ведутся споры. Wiehenvenator был несомненно огромным тероподом: его рёбра превосходили таковые у аллозавра в полтора раза. Предположительная длина варьирует от 10 до 18 метров. Палеонтолог Томас Хольц оценивает длину ящера в 12 метров. В соответствии с измерениями палеонтолога Майкла Мортимера, верхняя челюсть имела длину 51,7 см, а весь череп достигал одного метра. Сам ящер, по его мнению, был около 7—8 метров и весил 0,75—1,2 тонны.